# Кари Грант
Кари Грант (на английски: Cary Grant), е британско-американски филмов актьор роден през 1904 година, починал през 1986 година.  През 1999 г. Американският филмов институт включва Грант под Номер-2 в класацията на най-големите мъжки звезди на класическото холивудско кино. Името му е свързано с множество класически филми – произведения на плеяда талантливи режисьори, сред които е и гуруто на мистерията – Алфред Хичкок. Филаделфийска история (1940), Да хванеш крадец (1955), Север-северозапад (1959) и много други заглавия са сред перлите от филмовата му кариера. На 42-рата церемония по връчване на наградите на академията през 1970 г. Кари Грант получава „Оскар“ за цялостно творчество.

## Биография и кариера

### Младежки години
Кари Грант е роден като Арчибалд Александър Лийч на 18 януари 1904 г. в Хорфийлд – предградие на Бристъл Сити, Англия. Родителите му са Елзи Мария Кингдън (1877 – 1973) и Елиъс Джеймс Лийч (1873 – 1935). Арчибалд е единствено дете, което има доста объркано и нещастно детство. Посещава основното училище „Bishop Road“. Баща му изпраща майката в психиатрична клиника, когато малкият Лийч е 9-годишен. Тя така и не успява да преодолее депресията, в която изпада след смъртта на предното си дете. Казват му, че майка му е заминала на дълга ваканция. Чак през тридесетте си години Арчибалд я открива все още жива в приют за душевноболни хора.
Продължава образованието си в гимназията „Fairfield Grammar School“ в Бристъл, но през 1918 г. е изгонен оттам. Вследствие се присъединява към артистичната трупа „Bob Pender stage troupe“, с която през 1920 година, 16-годишен, заминава на двегодишна обиколка в САЩ. Специалността му в групата е ходене с кокили. На 28 юли 1920 г. преминава през административната проверка на остров Елис, Ню Йорк – база на имиграционните служби на САЩ и входен портал за милиони емигранти. Когато трупата се завръща във Великобритания, младият Лийч решава да остане в Америка, където да продължи сценичната си кариера. Все още с рожденото си име той участва в поредица постановки в „Муни“ – общински открит амфитеатър в Сейнт Луис, Мисури.

### Холивудска звезда
След частичен успех в няколко лековати комедии на сцените на Бродуей, през 1931 г. Арчибалд Лийч заминава за Холивуд. Тук той се представя с името Кари Локууд, избирайки фамилията от името на свой изигран сценичен персонаж. Подписва договор с компанията „Парамаунт Пикчърс“, но шефовете на студиото не харесват името „Локууд“. Ровейки в списък с предпочитани от студиото имена, „новият“ Кари избира фамилията Грант, воден и от довода, че инициалите „К“ и „Г“ вече са донесли късмет на големите филмови звезди Кларк Гейбъл и Гари Купър.
През 1932 г. Кари Грант вече блести във филма „Русокосата Венера“ (1932) с участието на Марлене Дитрих. Тласък на звездния му статус е даден и от Мей Уест, която го избира за партньор в два от най-успешните си филми: She Done Him Wrong (1933) и I'm No Angel (1933). Следват няколко рутинни и не така успешни продукции с „Парамаунт“ до 1936 г., когато Грант се прехвърля в компанията „Колумбия Пикчърс“.
Следва участие в множество хитови класики в комедийния жанр: Bringing Up Baby (1938) с Катрин Хепбърн, His Girl Friday (1940) с Розалинд Ръсел, Arsenic and Old Lace (1944) с Присила Лейн и Monkey Business (1952), където си партнира с Джинджър Роджърс и Мерилин Монро. Поредица от филми започнати с The Awful Truth (1937), където ролята на Грант се смята като кардинален момент в налагането на персоналния му сценичен образ. За десетилетия напред актьорът се превръща в една от главните холивудски атракции.
Грант е любимия изпълнител на Алфред Хичкок – известен с нехаресването си на актьорите. Великият режисьор казва, че Грант е единственият актьор, който някога е обичал в целия си живот. Кари участва в класиките на Хичкок: Suspicion (1941), Notorious (1946), Да заловиш крадец (1955) и Север-северозапад (1959).
В средата на 1950-те Грант основава собствена продуцентска компания – „Грантли Продакшън“, под чието име излизат множество филми, разпространявани от филмовата компания „Универсъл“. Последният игрален филм с негово участие е Walk, Don't Run (1966), след което той се оттегля от актьорската професия.
През 1940-те години Кари Грант два пъти е номиниран за наградата „Оскар“ на филмовата академия на САЩ. Предполага се, че тя не му е присъдена през активните му актьорски години, тъй като е сред първите актьори, демонстрирали независимостта си от големите филмови студия. Все пак през 1970 г., след оттеглянето му, е присъден „Оскар“ за цялостно творчество.

### Оттегляне
Въпреки че се оттегля от киноиндустрията, Грант продължава да бъде активен в други области. В края на 1960-те той приема пост в борда на директорите в бижутерийната компания „Фаберже“. Позицията му там в никакъв случай не е почетна и формална, както мнозина са смятали. Грант е бил непрекъснато ангажиран със срещи с бизнес партньори, както и с присъствие при представяне на продуктите на фирмата. На по-късен етап той се присъединява към ръководствата на фирмите „Холивуд Парк“, авиокомпанията „Уестърн Еърлайнс“ (Делта Еърлайнс) и „Метро-Голдуин-Майер“.
През последните години от живота си предприема турне из Съединените щати с токшоу, наречено „Разговор с Кари Грант“. В него той показва епизоди от свои филми и отговаря на зададените от публиката въпроси. При подготовката на едно от представленията си на 29 ноември 1986 г., в Дейвънпорт, Айова, Кари Грант получава мозъчен кръвоизлив. Умира същия ден в болницата „Свети Лука“ на 82-годишна възраст.

## Избрана филмография
| Година | Филм                    | Оригинално заглавие    | Роля                      | Режисьор           |
| ------ | ----------------------- | ---------------------- | ------------------------- | ------------------ |
| 1932   | Русокосата Венера       | Blonde Venus           | Ник Таунсенд              | Йозеф фон Щернберг |
| 1937   | Ужасната истина         | The Awful Truth        | Джери Уоринър             | Лео Маккери        |
| 1938   | Да отгледаш бебе        | Bringing up Baby       | д-р Дейвид Хъксли         | Хауърд Хоукс       |
| 1940   | Момиче за всичко        | His Girl Friday        | Уолтър Бърнс              | Хауърд Хоукс       |
| 1940   | Филаделфийска история   | The Philadelphia Story | Декстър Хейвън            | Джордж Кюкор       |
| 1941   | Подозрение              | Suspicion              | Джони Айсгарт             | Алфред Хичкок      |
| 1944   | Арсеник и стари дантели | Arsenic and Old Lace   | Мортимър Брюстър          | Франк Капра        |
| 1946   | Небезизвестните         | Notorious              | Девлин                    | Алфред Хичкок      |
| 1952   | Маймунджилъци           | Monkey Business        | д-р Барнаби Фултън        | Хауърд Хоукс       |
| 1955   | Да хванеш крадец        | To Catch a Thief       | Джон Роби                 | Алфред Хичкок      |
| 1958   | Недискретно             | Indiscreet             | Филип Адамс               | Стенли Донън       |
| 1959   | Операция Фуста          | Operation Petticoat    | Капитан Матю (Мат) Шърман | Блейк Едуардс      |
| 1959   | Север-северозапад       | North by Northwest     | Роджър О. Торнхил         | Алфред Хичкок      |
| 1963   | Шарада                  | Charade                | Питър Джошуа              | Стенли Донън       |

## Награди и номинации
Награди на Американската филмова академия „Оскар“ (САЩ):
- 1970 година – Награда за цялостно творчество